# Chrysopoeia
In de alchemie betekent de term chrysopoeia "transmutatie in goud" (Grieks: khrusōn, goud, en poiēin, maken). Het wordt ook symbolisch gebruikt om te verwijzen naar de Steen der wijzen als voleinding van het 'Grote Werk'. 
Het woord duikt op in een klein alchemistisch leerboek, de Chrysopoeia van Cleopatra, waarschijnlijk geschreven in de late hellenistische periode, hoewel het vooral in de middeleeuwen bekend werd. Het thema van het boek is in de eerste plaats "het Ene tot het Alles" (en to pan), een concept dat is gerelateerd aan Ouroboros en hermetische wijsheid. Stephanus Alexandrinus, een 7e-eeuwse Britse filosoof en astronoom, schreef De Chrysopoeia. Chrysopoeia is ook de naam van een gedicht van Giovanni Augurello uit 1515 .
Het begrip is dus premodern. In de hedendaagse vakliteratuur wordt de term nog steeds gehanteerd om te verwijzen naar transmutationele alchemie, terwijl 'alchemie' een heel ruim begrip is.